# Apigeninidin
Apigeninidin (Gesneridin) es un compuesto químico que pertenece a los 3-deoxyanthocyanidinas y que se puede encontrar en la planta patagónica Ephedra frustillata y en el de la soja.
En proyectos en Burkina Faso ha sido utilizado en 1994 un pigmento rojo desoxi-3-antocianina identificado como apigenindin de sorgo en la industria de teñido.